# Judith Uitermark
Judith Uitermark, née le 20 septembre 1971 à Edam (Pays-Bas), est une femme politique néerlandaise. Membre du Nouveau Contrat social (NSC), elle est députée entre 2023 et 2024 puis ministre des Affaires intérieures et des Relations au sein du Royaume depuis le 2 juillet 2024.

## Biographie
Judith Uitermark est née à Edam, en Hollande-Septentrionale. Avant de s'engager en politique, elle travaille comme juge. Partisane de la médiation entre les coupables et les victimes, elle est coordinatrice nationale pour la médiation dans les affaires pénales. Elle siège au conseil municipal de Haarlem sous la bannière de l'Appel chrétien-démocrate de 1998 à 2001.
Elle rencontre Pieter Omtzigt, qui vient de fonder le parti Nouveau Contrat social, en septembre 2023 ; elle le rejoint et se présente sous cette étiquette aux élections législatives de novembre 2023. Élue députée à la Seconde Chambre des États généraux, elle se concentre sur les sujets liés à la justice et à la sécurité,,.
En juin 2024, Judith Uitermark est nommée ministre des Affaires intérieures et des Relations au sein du Royaume dans le cabinet Schoof.